# Марія Війк
Марія Катаріна Війк (швед. Maria Catharina Wiik; 3 серпня 1853, Гельсінгфорс, Велике князівство Фінляндське — 19 червня 1928, Гельсінкі, Фінляндія) — фінська художниця.

## Біографія
Народилася 3 серпня 1853 року у Гельсінгфорсі, у Великому князівстві Фінляндському в забезпеченій сім'ї. Була дочкою Жана Війка.
У 1874—1875 роках вивчала мистецтво у Гельсінкській школі малювання. У 1875 році продовжила вивчати мистецтво в Парижі у Тоні Робера-Флорі в Академії Жюліана, однієї з небагатьох приватних шкіл, які в той час навчали жінок. З 1875 по 1880 рік вона стала заступником вчителя в Гельсінкської школі малювання. Її ранні картини, виставлені в Паризькому салоні в 1880 році, були портретами. У 1881 році Марія написала серію невеликих картин з більш психологічною атмосферою.
У 1889 році, перебуваючи у Великій Британії, Марія Війк познайомилася з фінською художницею Хеленою Шерфбек, яка вплинула на формування її творчого стилю. Разом з Хеленою навесні 1889 року вона повернулась в Париж, щоб працювати разом з Пюві де Шаванном.
Впродовж останнього десятиріччя життя Марія страждала захворюванням очей, що позначилося і на творчості.
Померла 19 червня 1928 року в Гельсінкі.

## Творчість
Більшість картин художниці мають мініатюрний формат і тільки картина «Зрозуміла» (інша назва «Нечиста совість») — велике полотно.

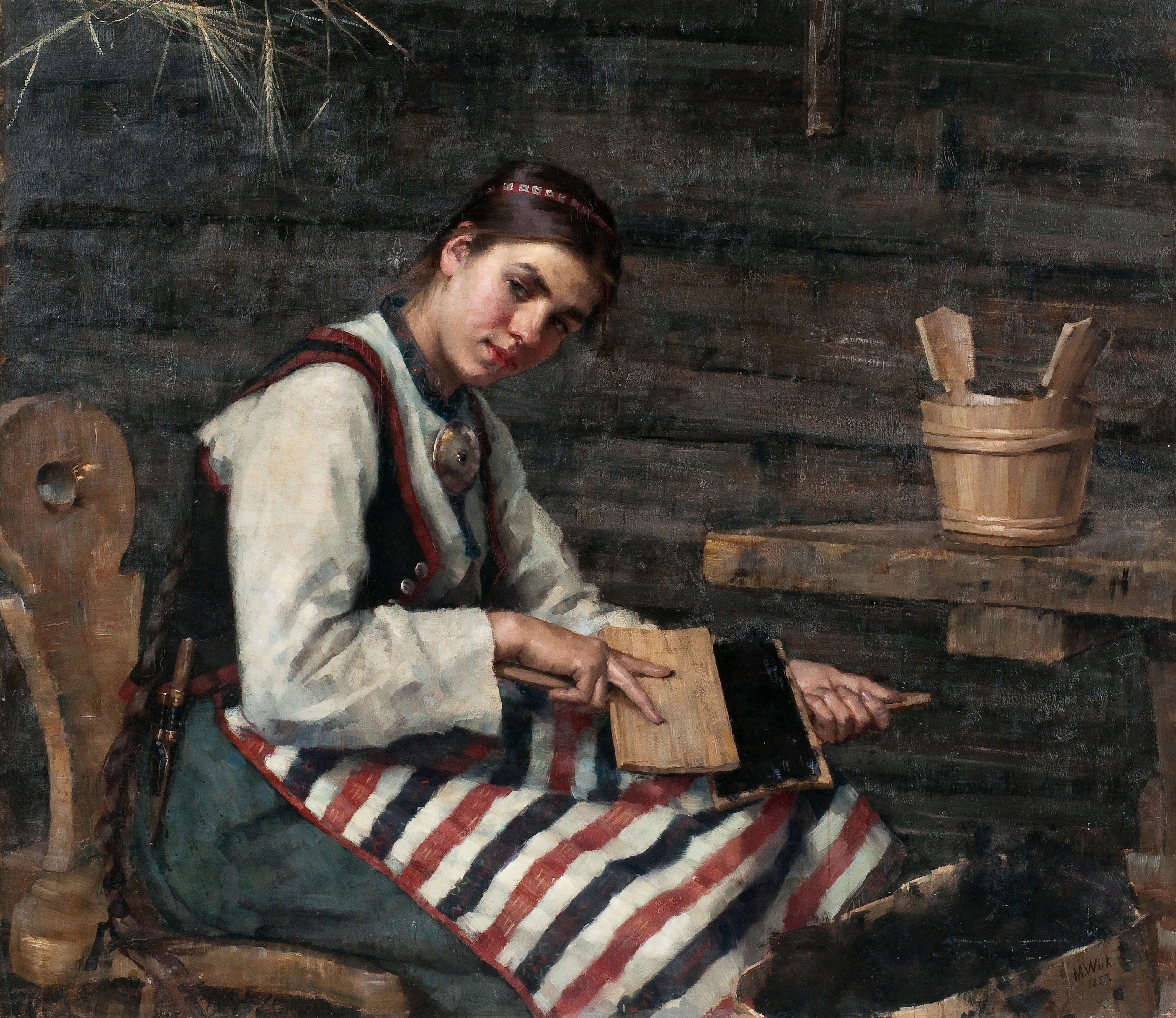
Karstaava tyttö 1883. 114x131 см
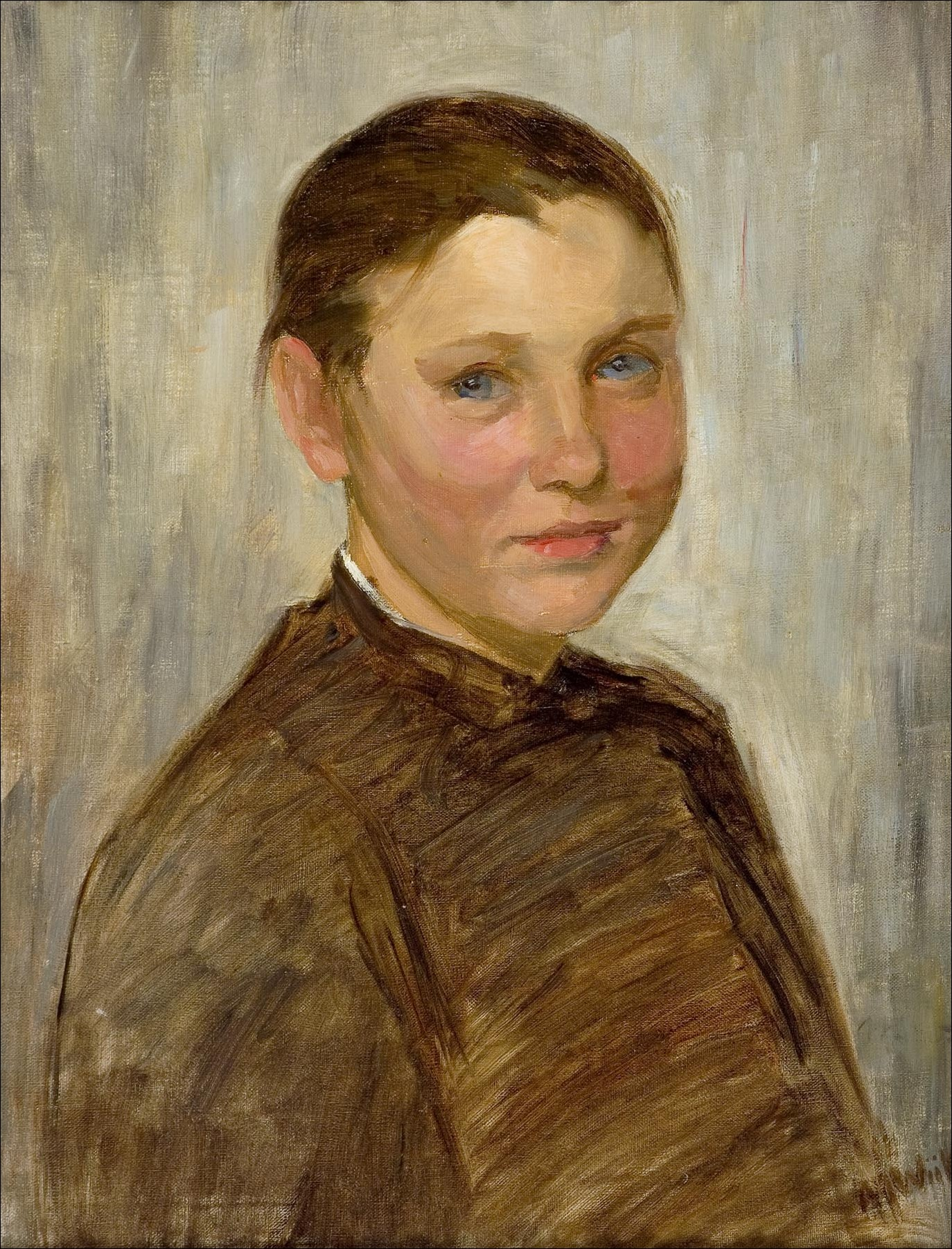
Snappertunan tyttö. 47,5 x 37 см
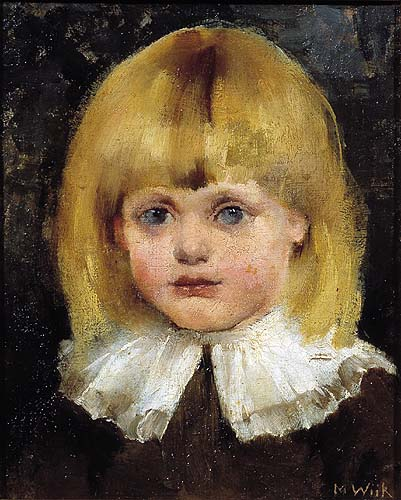
Hilja Tukiainen 1884
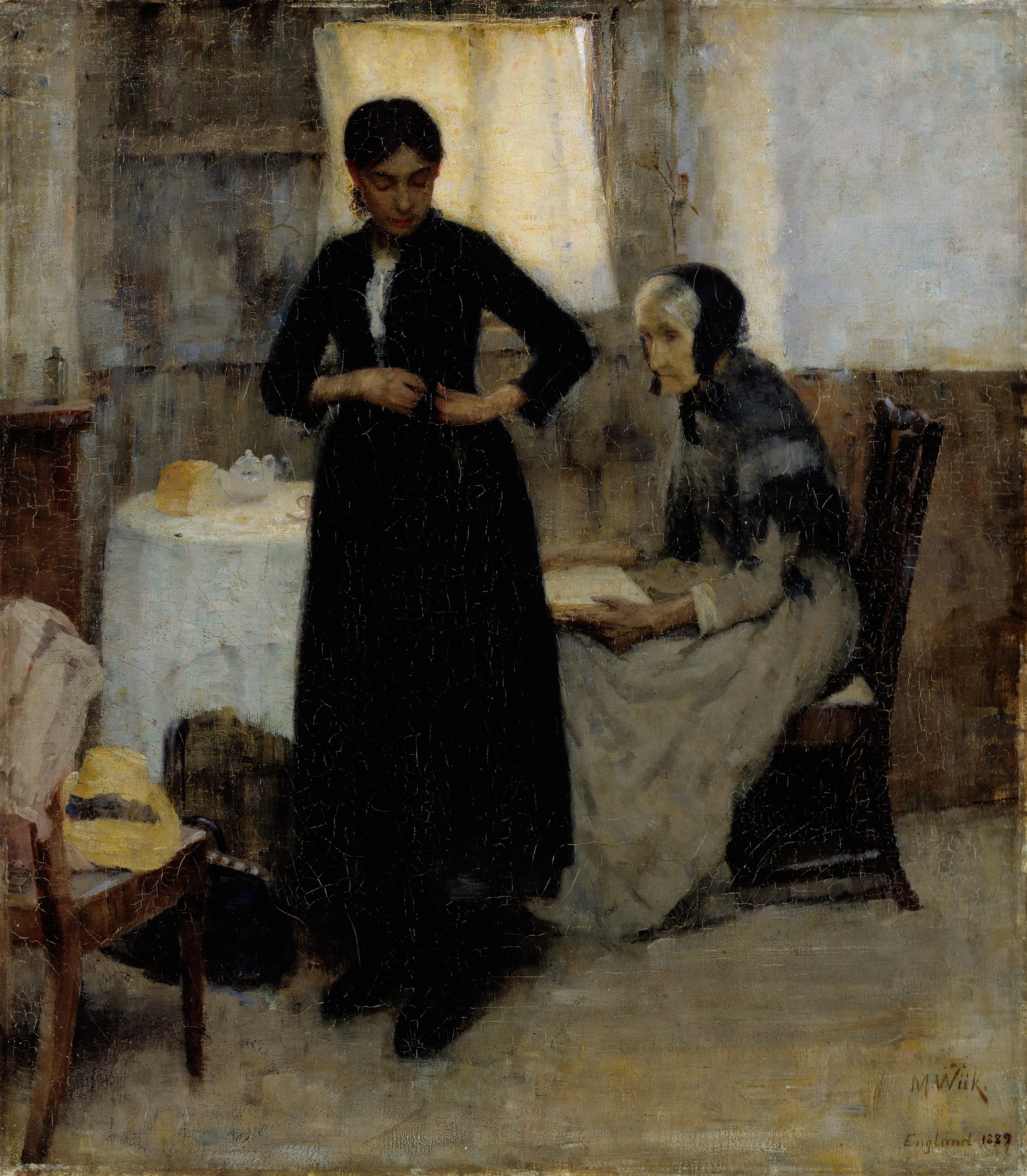
Maailmalle